# Uno scandalo a Parigi
Uno scandalo a Parigi (A Scandal in Paris) è un film del 1946 diretto da Douglas Sirk.
È la storia romanzata di Eugène-François Vidocq, un delinquente che divenne poi capo della polizia di Parigi.

## Riprese
Il film è stato girato a Hollywood.

## Distribuzione
La pellicola è stata distribuita nelle sale cinematografiche statunitensi a partire dal 19 luglio 1946.